# Aus der Jugenzeit !! E. v. H.
Aus der Jugenszit !! E. v. H. (en français Du temps de la jeunesse !! E. v. H.) est une œuvre pour piano inachevée de la compositrice britannique Ethel Smyth, composée en 1877.

## Contexte et création
Ethel Smyth compose sa pièce en 1877, en l'honneur d'Elisabeth von Herzogenberg, qui est la femme de son professeur Heinrich von Herzogenberg. C'est l'une des premières déclarations d'amour en musique de la compositrice.

## Analyse
Ethel Smyth reprend les initiales d'Elisabeth von Herzogenberg pour en faire le motif de quinte de la basse, au début du thème principal.